# 堀部安兵衛 (テレビドラマ)
『堀部安兵衛』（ほりべやすべえ）は、2007年1月1日の夜21時～22時55分にNHK総合にて正月時代劇として放送された時代劇。主演小澤征悦。

## 概要
池波正太郎の小説『堀部安兵衛』（新潮社、1999年）をドラマ化。赤穂浪士随一の剣客堀部安兵衛の人生を描く。クライマックスは高田馬場の決闘。
冒頭が吉良邸討ち入りだが、ドラマ自体は赤穂藩仕官前の高田馬場の決闘で終わるため、厳密には『忠臣蔵』物とは言い難い。浅野内匠頭も吉良上野介も登場せず、大石内蔵助もストーリーとあまり深く絡まないワンシーンのみの登場。なお、原作では吉良邸討ち入りまで描かれている。
2時間ドラマの割にはエピソードと登場人物が多く、そのためやや駆け足な展開になってしまっている。視聴率は前編8.6％、後編8.7％。

## あらすじ
安兵衛は切腹した父の仇を倒し、見ていた中津川祐見と親しくなる。4年後、江戸の旗本に奉公した安兵衛は祐見の誘惑にあい失職。初恋の女・お秀を盗賊から救った安兵衛は逆襲され、祐見に助けられるが、祐見はお秀を奪って逃げる。さまよう安兵衛に大石内蔵助が金を貸す。さらに安兵衛は菅野六郎左衛門に助けられ、文武の修業に励む。
書家の北島雪山の知遇を得、女剣士・伊佐子とめぐりあう。そんな折、菅野が果たし合いを挑まれる。その背後には宿敵・祐見の野望があった。安兵衛は生涯の恩人のため、いざ高田馬場へと向かう…。

## 出演者
- 堀部安兵衛:小澤征悦
- 少年期堀部安兵衛:早乙女太一
- 菅野六郎左衛門:松方弘樹
- 中津川祐見:宇梶剛士
- 鳥羽又十郎:勝村政信
- 秀:松尾れい子
- 大石内蔵助:中村梅雀
- 奥田孫太夫:永島敏行
- 堀部弥兵衛:高松英郎
- 伊佐子:新妻聖子
- 北島雪山:北村和夫
- 北島精之助:長谷川公彦
- 溝口四郎兵衛:大滝秀治
- 中山弥次右衛門:勝野洋
- 福田源八:菊池均也
- 大場一平:半海一晃
- 村上庄左衛門:日野陽仁
- 徳山五兵衛:有川博
- 窪田甚五郎:大谷亮介
- 道山和尚:久保晶
- 吉兵衛:逢坂じゅん
- 鮫屋主人:山野史人
- みつ:田島穂奈美
- 宇乃:浅茅陽子

## スタッフ
- 原作:池波正太郎「堀部安兵衛」
- 脚本:古田求
- 音楽:桑原研郎
- 演出:富沢正幸